# Bahlafortet
Bahlafortet (arabiska: قلعة بهلاء (Qal'at Bahla')) är ett av fyra historiska fästningsverk vid foten av höglandet Djebel Akhdar i Oman. Det byggdes på 1200- och 1300-talet, då Bhalaoasen växte under inflytandet av Banu Nebhanstammen. Fortets raserade adobemurar och torn reser sig cirka 50 meter över  grunden i sandsten. I sydväst ligger Fredagsmoskén med en skulpterad mihrab från 1300-talet. Fortet var inte restaurerat före 1987 utan hade kommit i ett bedrövligt tillstånd, där delar av murarna hade kollapsat under åratals regnperioder.
Fortet blev 1987 ett världsarv och sattes året därpå upp på listan över hotade världsarv. Restaureringsarbeten påbörjades under 1990-talet. Anläggningen är fortfarande täckt med byggnadsställningar och stängd för allmänheten, men togs bort från listan över hotade världsarv under 2004.
Bahlafortet, tillsammans med närliggande forten i Izki och Nizwa samt andra längre norrut vid Rustaq, var centrum för Kharajitemotståndet för "normaliseringen" av kalifen Harun al-Rashid.  Staden Bahla med sin oas, suq och palmlund, är själv omgivet av en omkring 12 km lång adobemur.